# Jiangyang Shipping Group
Jiangyang Shipping Group Corporation Mini Auto Works, auch Hanjiang Minicar Works genannt, war ein Hersteller von Automobilen aus der Volksrepublik China.

## Unternehmensgeschichte
Das Unternehmen aus Yangzhou begann 1991 mit der Produktion von Kleinwagen, Pick-ups, Vans und Kleinbussen auf Suzuki-Basis. Der Markenname lautete Dama. Im gleichen Jahr endete die Produktion. Insgesamt entstanden etwa 1500 Fahrzeuge.

## Fahrzeuge
Der HWC 1010 war eine viertürige Limousine mit Stufenheck. Er war bei 2320 mm Radstand 4070 mm lang, 1545 mm breit und 1430 mm hoch. Das Leergewicht war mit 950 kg angegeben. Ein Vierzylindermotor von Dong’an mit 797 cm³ Hubraum und 26 kW Leistung trieb die Fahrzeuge an. Von diesem Modell entstanden etwa 250 Fahrzeuge.
Der HWC 1010 A war ein viertüriger Pick-up auf gleicher Basis.